# 純粹世界巡迴演唱會
《純粹世界巡迴演唱會》，是台灣女歌手張韶涵舉辦的第三次巡迴演唱會，自2015年10月31日於成都市體育中心揭開序幕。

## 巡演地點
| 場次                        | 日期                  | 國家／地區            | 城市                  | 場館                                    | 附註                                                              | 動員人數              |
| 第一階段：純粹（9場）       | 第一階段：純粹（9場） | 第一階段：純粹（9場） | 第一階段：純粹（9場） | 第一階段：純粹（9場）                   | 第一階段：純粹（9場）                                             | 第一階段：純粹（9場） |
| --------------------------- | --------------------- | --------------------- | --------------------- | --------------------------------------- | ----------------------------------------------------------------- | --------------------- |
| 1                           | 2015年10月31日        | 中國                  | 成都                  | 成都市體育中心                          | 首度演唱專輯《全面淪陷》的〈還記得嗎〉                            | 約25,000人            |
| 2                           | 2015年11月28日        | 中國                  | 上海                  | 梅賽德斯-奔馳文化中心                   | 與幸運歌迷合唱專輯《全面淪陷》的〈還記得嗎〉                      | 約12,000人            |
| 3                           | 2016年5月28日         | 中國                  | 廣州                  | 廣州體育館                              | 開演前10天開始售票                                                | 約10,000人            |
| 4                           | 2016年7月23日         | 台灣                  | 台北                  | 台北小巨蛋                              | 與貴賓席的青峰合唱《藍眼睛》； 歌單加入第九張專輯《全面淪陷》曲目 | 約11,000人            |
| 5                           | 2016年10月15日        | 中國                  | 南京                  | 南京五台山體育館                        |                                                                   | 約8,000人             |
| 6                           | 2016年11月18日        | 新加坡                | 新加坡                | 新達城新加坡國際會議展覽中心            |                                                                   | 約8,000人             |
| 7                           | 2016年12月2日         | 中國                  | 杭州                  | 黃龍體育中心體育館                      |                                                                   | 約10,000人            |
| 8                           | 2016年12月23日        | 中國                  | 長沙                  | 湖南國際會展中心                        |                                                                   | 約9,000人             |
| 9                           | 2016年12月31日        | 中國                  | 青島                  | 青島體育中心國信體育館                  | 跨年個人演唱會； 以《Happy New Year》與觀眾跨年                   | 約9,000人             |
| 第二階段：純粹 REMIX（9場） |                       |                       |                       |                                         |                                                                   |                       |
| 10                          | 2017年9月23日         | 中國                  | 北京                  | 首都體育館                              |                                                                   | 約12,000人            |
| 11                          | 2017年11月18日        | 馬來西亞              | 吉隆坡                | 吉隆坡國家體育館                        | 由於觀眾呼喊熱情，首次未經設計返場安可                            | 約10,000人            |
| 12                          | 2017年12月2日         | 中國                  | 西安                  | 曲江国际会展中心 （页面存档备份，存于） |                                                                   | 約10,000人            |
| 13                          | 2017年12月9日         | 中國                  | 大連                  | 大連體育中心體育館                      |                                                                   | 約13,000人            |
| 14                          | 2017年12月16日        | 中國                  | 貴陽                  | 貴陽國際會議展覽中心                    |                                                                   | 約9,000人             |
| 15                          | 2017年12月24日        | 中國                  | 蘇州                  | 蘇州市體育中心體育館                    |                                                                   | 約8,000人             |
| 16                          | 2017年12月31日        | 中國                  | 昆明                  | 昆明星耀體育館                          | 跨年個人演唱會                                                    | 約10,000人            |
| 17                          | 2018年1月13日         | 中國                  | 廈門                  | 廈門嘉庚體育館                          |                                                                   | 約8,000人             |
| 18                          | 2018年1月20日         | 中國                  | 深圳                  | 深圳灣體育中心“春繭”體育館              |                                                                   | 約11,500人            |
| 總動員人數                  | 總動員人數            | 總動員人數            | 總動員人數            | 總動員人數                              | 總動員人數                                                        | 約210,500人           |

## 演出曲目

### 成都場2015年10月31日
Part 1
1. 序曲：Over The Rainbow（前導影片）
2. 陽光空氣
3. 寓言
4. 都只因為你

Part 2
1. 猜不透
2. 不痛
3. 我的最愛
4. 手心的太陽
5. 吶喊

Part 3
1. That Girl
2. 講不聽
3. OK蹦
4. 淋雨一直走
5. 愛磁場

Part 4
1. Honesty
2. 我的眼淚
3. 是我
4. 遺失的美好
5. 隱形的翅膀
6. 有形的翅膀

Part 5
1. Journey
2. 討好
3. Never Forget You
4. 活在此刻

Encore
1. 夢裡花
2. 歐若拉
3. 口袋的天空
4. 不想懂得
5. 親愛的 那不是愛情
6. 看得最遠的地方
7. 最近好嗎
8. 真的
9. 白白的
10. 愛情旅程
11. 我戀愛了
12. 潘朵拉
13. 為愛而活
14. 還記得嗎(深情弦樂版)

### 上海場2015年11月28日
Part 1
1. 序曲：Over The Rainbow（前導影片）
2. 陽光空氣
3. 寓言
4. 都只因為你

Part 2
1. 猜不透
2. 不痛
3. 我的最愛
4. 手心的太陽
5. 吶喊

Part 3
1. That Girl
2. 講不聽
3. OK蹦
4. 淋雨一直走
5. 愛磁場

Part 4
1. Honesty
2. 我的眼淚
3. 是我
4. 遺失的美好
5. 隱形的翅膀
6. 有形的翅膀

Part 5
1. Journey
2. 討好
3. Never Forget You
4. 活在此刻

Encore
1. 夢裡花
2. 歐若拉
3. 口袋的天空
4. 不想懂得
5. 親愛的那不是愛情
6. 看得最遠的地方
7. 最近好嗎
8. 還記得嗎(深情弦樂版)
9. 還記得嗎(與幸運歌迷台上合唱)
10. 為愛而活

### 臺北場2016年7月23日
Part 1
1. 序曲：Over The Rainbow（前導影片）
2. 陽光空氣
3. 寓言
4. 都只因為你

Part 2
1. 猜不透
2. 不痛
3. 我的最愛
4. 手心的太陽
5. 吶喊

Part 3
1. That Girl
2. 講不聽
3. OK蹦
4. 藍眼睛(與青峰合唱一小段)
5. 全面淪陷
6. 淋雨一直走
7. 愛磁場

Part 4
1. 再見之前
2. 我的眼淚
3. 是我
4. 遺失的美好
5. 隱形的翅膀
6. 有形的翅膀

Part 5
1. Journey
2. 討好
3. 不害怕
4. 第一頁
5. 活在此刻

Encore
1. 夢裡花
2. 歐若拉
3. 口袋的天空
4. 不想懂得
5. 親愛的那不是愛情
6. 看得最遠的地方
7. 最近好嗎
8. 復活節
9. 真的
10. 刺情
11. 白白的
12. 愛情旅程
13. 喜歡你沒道理
14. C大調
15. 我戀愛了
16. 潘朵拉
17. 還記得嗎(深情弦樂版)
18. 不後悔

## 外部連結
- 2016張韶涵《純粹》世界巡演-臺北站特輯 感動首發  （页面存档备份，存于）